# Comarruga
Comarruga (Coma-ruga en catalán) es una localidad costera perteneciente al municipio de Vendrell, situado en la provincia de Tarragona (España). Hasta 1946 formó parte del antiguo municipio de San Vicente de Calders.
En sentido amplio, se suele llamar Comarruga al conjunto de las siguientes urbanizaciones del municipio del Vendrell: Barrio Marítimo de Comarruga, Barrio de la Estación, Brisamar, Comarruga Park, Els Garrofers, Els Masos, Jardines de Comarruga, La Cruz de Comarruga, La Cruz de Comarruga Sur, Les Clotes, Masía Blanca y Nirvana. En ocasiones, se utiliza el nombre Comarruga para identificar toda la costa del municipio del Vendrell entre el límite con Roda de Bará, al oeste, y la riera de la Bisbal, al este, incluyendo las playas de Francás y San Salvador.
Una asociación de vecinos decidió en agosto de 2016 iniciar los trámites para que Comarruga se separe del Vendrell y se integre en un reconstituido municipio de San Vicente de Calders.

## Historia
En 1180 aparece la primera referencia a Comarruga, cuando el abad de Sant Cugat concedió a Arnau Sunyer y Berenguer el alodio denominado "ipsum vilare de Coma Ruga", dentro de los términos de los castillos de Calders y San Vicente. La concesión exceptuaba el estanque de Comarruga, que quedaba en poder del Monasterio de Sant Cugat. 
En 1183 el propio abad de Sant Cugat concedió una carta de población de Vendrell en favor de Bernat de Papiol, a cambio de su compromiso a reconocer y defender las posesiones del Monasterio y a los habitantes de esas tierras. 
En 1887 se construyó la estación de San Vicente de Calders en terrenos de Comarruga. A lo largo del siglo XX la estación de San Vicente se consolidó como uno de los principales nudos ferroviarios de Cataluña, dando origen al establecimiento de un nuevo barrio a su alrededor.
En 1892 las aguas del manantial del estanque y de la ría (riuet) de Comarruga fueron declaradas mineromedicinales por dictamen de la Real Academia de Medicina y Cirugía de Barcelona. A raíz del descubrimiento de las propiedades terapéuticas de estas aguas, en los años 1920 se construyó un hotel balneario, que significó el inicio de la urbanización del núcleo de Comarruga, convertido con el paso de los años en un importante complejo de turismo y veraneo.
El desarrollo urbanístico de Comarruga fue obra de la empresa "Brisamar S.A.", presidida por Andrés Trillas Bragulat y dirigida por su hermano Juan. Andrés Trillas había emigrado en su juventud a la Argentina, donde había hecho una fortuna considerable.

## Demografía
Según los registros del Ayuntamiento de Vendrell, la población estable del Barrio Marítimo de Comarruga era a 31 de diciembre de 2018 de 1.234 habitantes. La población del conjunto de Comarruga, incluyendo todas las urbanizaciones, ascendía a 4.384 habitantes.

## Administración y servicios públicos
Comarruga forma parte del municipio de Vendrell y no tiene ningún tipo de reconocimiento administrativo como distrito o sector diferenciado. 
En agosto de 2016 una asociación de vecinos inició los trámites para que Comarruga se separe de Vendrell y se integre en un reconstituido municipio de San Vicente de Calders.
En las elecciones autonómicas de 2017 los resultados que se registraron en los colegios electorales de Comarruga fueron los siguientes:
| Elecciones en Comarruga                    |        |
| Partido                                    | 2017   |
| Ciudadanos                                 | 38,23% |
| Esquerra Republicana de Catalunya (ERC)    | 16,51% |
| Junts per Catalunya (JxC)                  | 15,36% |
| Partit dels Socialistes de Catalunya (PSC) | 13,44% |
| Catalunya en Comú/Podem                    | 7,85%  |
| Partido Popular (PP)                       | 4,35%  |
| Candidatura d'Unitat Popular (CUP)         | 2,90%  |

Alguno de los servicios públicos de los que dispone Comarruga son:
- Centro Cívico. Entre otros servicios, en él se encuentra una Oficina del Servicio de Atención al Ciudadano del Ayuntamiento de Vendrell, en la que se puede realizar la mayor parte de los trámites administrativos municipales.
- Centro de Salud.[5]
- Colegio Público "Els Secallets". Creado a principio del siglo XX como escuela de la Estación de San Vicente de Calders, en 1974 pasó a integrarse en la red educativa estatal, para ser transferido más tarde a la Comunidad Autónoma. En 1985 recibió su nombre actual.[6]
- Escuela Pública "Pla de Mar". Creada en el curso 2006-2007.[7]

Estas dos instituciones educativas se fusionaron en 2020 para dar lugar al Instituto Escuela Coma-ruga. Los primeros cursos de escolaridad infantil se imparten en el edificio de Pla de Mar y los de primaria superior y secundaria cursan en las instalaciones de la antigua escuela Els Secallets.
- Escuela de Turismo del Bajo Panadés, dependiente de la Universidad Rovira y Virgili. Tiene su sede en el Albergue de Santa María del Mar, creado en 1963 por la Obra Social de la Caja de Ahorros de Zaragoza Aragón y Rioja[8] y transferido a la Diputación Provincial de Tarragona en 1982.[9]

## Lugares de interés

### Playa de Comarruga
|                            |
| Playa, vista desde la ría. |

|                   |
| Zona del Hispano. |

|                 |
| La ría (riuet). |

Artículo principal: Playa de Comarruga.
Mide 2300 metros de largo y su anchura máxima a bajamar es de 100 metros. En mitad de la playa, frente al centro del núcleo urbano, se encuentra el Puerto Deportivo. La playa de Comarruga posee Bandera Azul desde 1988.

### Núcleo histórico
|                            |
| Villa Buenaventura (1933). |

|                      |
| Villa Ramona (1920). |

|                      |
| Villa Torres (1910). |

|           |
| Estanque. |

Las primeras edificaciones de Comarruga datan de principios del siglo XX y están situadas en las inmediaciones del estanque. Se trata de una alineación de siete casas levantadas entre 1910 y 1911 en la calle de Villafranca. Tienen patio delantero y un gran jardín trasero, con vistas a la playa. Estilísticamente, utilizan recursos del modernismo popular. Han sobrevivido cuatro de estas casas, entre las que destaca la Villa Torres (1910).
Algo posteriores son algunos edificios a orillas del mar, como el hotel (reconstruido varias veces), Villa Buenaventura (1933) y Villa Ramona (1920).

### Urbanización Brisamar
|                                                        |
| Parque de los Enamorados, en la Urbanización Brisamar. |

|                                 |
| Iglesia de Comarruga (1956-57). |

|                       |
| Cine Brisamar (1961). |

|                                          |
| Mosaico en la fachada del cine Brisamar. |

|                                           |
| Mosaico en la fachada de la Casa Neptuno. |

Es el barrio más característico de Comarruga. Está situado sobre una zona pantanosa e insalubre, que fue desecada por la compañía Brisamar S.A. durante la década de los cuarenta. Empezó a construirse en 1956 como zona de casas unifamiliares de alto nivel. En el centro de la urbanización hay un pequeño parque (Parque de los Enamorados).
Los edificios más característicos de la urbanización Brisamar son:
- La iglesia de San Ramón Nonato (1956-57).[13] El retablo es un mosaico de 6,20 m de anchura por 7,80 m de altura, obra de Santiago Padrós.[14]
- La antigua Residencia del Banco Hispano Americano, obra de los arquitectos bilbaínos Manuel Galíndez y José María Chapa Galíndez (1960),[15] actualmente convertida en hotel.
- El cine Brisamar (1961), cerrado desde 2012.[16] Tiene en la fachada dos mosaicos, obra de Santiago Padrós.
- La Casa Neptuno (1970), obra también de Santiago Padrós. Está situada a orillas del mar y tiene en fachada un mosaico del propio Padrós.

### Estación de ferrocarril
|                                        |
| Edificio actual de la estación (1969). |

|       |
| Vías. |

Artículo principal: Estación de San Vicente de Calders.
La Estación de San Vicente de Calders se encuentra situada en el Barrio Marítimo de Comarruga. Se construyó en 1887 en la confluencia de cuatro líneas: las líneas a Barcelona por Villafranca del Panadés y por Villanueva y Geltrú, la línea a Tarragona por la costa y la línea a Lérida por Estación de La Plana-Picamoixons. El edificio actual de la estación data de 1969.
Hacia el final de la Guerra Civil, la estación de ferrocarril fue bombardeada por la aviación del bando sublevado.
En las inmediaciones de la estación se encuentra la Colonia Ferroviaria, conjunto de viviendas construidas a partir de 1906 para los ferroviarios y sus familias. En enero de 2017 se constituyó una asociación para preservar la Colonia y difundir su historia. La asociación ha solicitado que la Colonia sea declarada Bien Cultural de Interés Local (BCIL).

### Puerto Deportivo
El Puerto Deportivo de Comarruga fue construido en 1976 sobre la propia playa, frente al núcleo histórico de la población. En su diseño inicial, presentaba graves problemas de acumulación de sedimentos a levante y poniente, por lo que se hacía necesario dragar con frecuencia el interior y las bocanas. En 2021 culminó su remodelación, tras el cierre de la bocana de levante. El concesionario del puerto hasta 2035 es el Club Náutico de Comarruga

## Fiestas
La fiesta de San Ramón Nonato se celebra el 31 de agosto.
Las fiestas de verano de Comarruga tienen lugar a mediados del mes de agosto, en torno al día 15.

## Curiosidades
- En 1964, el expresidente argentino Juan Domingo Perón se alojó durante unos días en Villa Buenaventura, propiedad de Andrés Trillas Bragulat.[20] En 2015, el cineasta argentino Laureano Clavero realizó un documental sobre esta visita.[21]
- Durante años tuvo casa en Comarruga Guillermo Grau, que se hacía llamar Guillermo III de Grau-Moctezuma y decía ser descendiente del último emperador azteca. En lo que él llamaba "residencia de verano de la corona azteca" organizaba cenas, exposiciones y grandes fiestas.[22]
- Ramón Torras, el mejor motorista español de la época, falleció en 1965 al estrellarse contra un árbol durante una carrera en Comarruga, en un circuito que recorría la urbanización Brisamar.[23]
- En Comarruga tenía una torre Julio Busquets, fundador de la Unión Militar Democrática. En ella se celebraron a mediados de los años setenta algunas reuniones de la organización.[24]
- Antonio Barrera de Irimo, presidente de Telefónica entre 1965 y 1969 y Ministro de Hacienda entre 1973 y 1974, tenía una casa en la urbanización Brisamar de Comarruga.[25] Fue uno de los impulsores del Puerto Deportivo.[26]
- El Parque Tabaris, un centro de atracciones y juegos para niños situado en el centro de Comarruga, junto al estanque, toma su nombre del cabaret Tabarís de Buenos Aires, propiedad de Andrés Trillas. Durante varias décadas, el Tabarís fue una de las salas de fiestas más conocidas de Buenos Aires.[27]
- Entre 1992 y 1993 un centenar de refugiados procedentes de la antigua Yugoslavia se alojaron en las instalaciones del Albergue de Santa María del Mar.[28]